# 波斯尼亞小鱥
波斯尼亞小鱥（学名：Phoxinellus alepidotus）為輻鰭魚綱鯉形目雅羅魚科的其中一種，被IUCN列為瀕危保育類動物，分布於歐洲克羅埃西亞及波士尼亞 Duvanjsko polje湖、Busko湖和Blidinje湖流域，為特有種，體長可達14.5公分，棲息在水質清澈的低地河流，冬季或乾旱時進入地下喀斯特水域，在溪流較淺的地方產卵，由於污染、棲息地破壞和外來物種的引入而受到威脅。